# Gerry Ouellette
Gerald Adrian „Gerry“ Ouellette (* 1. November 1938 in Grand Falls, New Brunswick) ist ein ehemaliger kanadischer Eishockeyspieler, der im Verlauf seiner aktiven Karriere zwischen 1959 und 1976 unter anderem 34 Spiele für die Boston Bruins in der National Hockey League (NHL) auf der Position des rechten Flügelstürmers bestritten hat. Den Großteil seiner Karriere verbrachte Ouellette jedoch in den Minor Leagues, wo er über 400 Spiele in der American Hockey League (AHL) absolvierte und im Jahr 1970 in Diensten der Buffalo Bisons den Calder Cup gewann.

## Karriere
Ouellette verbrachte seine Juniorenzeit bis 1959 in den unterklassigen Juniorenligen der kanadischen Provinz Ontario. Dort spielte er in der Saison 1958/59 zuletzt für die Waterloo Siskins. Im Sommer 1959 wurde der Flügelstürmer schließlich von den Boston Bruins aus der National Hockey League (NHL) unter Vertrag genommen. Die Bruins setzten ihn mit der Ausnahme von 34 NHL-Spielen für sie in der Spielzeit 1960/61 aber fast ausschließlich in der Eastern Professional Hockey League (EPHL) ein, wo er erfolgreich für die Kingston Frontenacs spielte. Mit den Frontenacs gewann er im Jahr 1963 die Meisterschaft der Liga in Form der Tom Foley Memorial Trophy.
Zu diesem Zeitpunkt war der Kanadier bereits nicht mehr Eigentum des Franchises der Boston Bruins, da diese ihn im Juli 1962 zur Vervollständigung eines Tauschgeschäfts an die San Francisco Seals aus der Western Hockey League (WHL) abgegeben hatten. Die Seals hatten Ouellette dann weiterhin an die Frontenacs ausgeliehen. Selbiges taten sie ab dem September 1963. Danach wurde er für die folgenden zwei Spieljahre an die Minneapolis Bruins aus der Central Professional Hockey League (CPHL) verliehen. Für San Francisco selbst absolvierte der Angreifer in der Saison 1964/65 lediglich sieben Einsätze.
Im Juni 1965 wechselte Ouellette zu den Buffalo Bisons in die American Hockey League (AHL), wo er über einen Zeitraum von fünf Jahren heimisch wurde. In den fünf Spielzeiten steigerte sich der Offensivspieler kontinuierlich in seiner Offensivausbeute. Nachdem er in seinem ersten vollständigen Jahr in der Liga – bereits in der Spielzeit 1961/62 hatte er erste Erfahrungen im Trikot der Providence Reds in der Liga gesammelt – auf 32 Scorerpunkte gekommen war, hatte er sich in der Spieljahr 1969/70 auf 72 Punkte gesteigert. In diesem Jahr gewann er mit den Bisons auch den Calder Cup.
Trotz des Erfolgs verließ der Stürmer die Bisons und schloss sich zur Saison 1970/71 den Omaha Knights aus der nun unter Central Hockey League (CHL) firmierenden Spielklasse an. Mit 58 Torvorlagen führte er die Liga an, was ihm gemeinsam mit seinen Teamkollegen André Dupont und Peter McDuffe sowie Joe Zanussi von den Fort Worth Wings den CHL Most Valuable Player Award bescherte. Zudem führte er das Team als Topscorer der Playoffs zum Gewinn des Adams Cup. Ouellette zog sich daraufhin im Alter von 32 Jahren aus dem professionellen Eishockeysport zurück. Für die folgenden drei Spielzeiten betreute er die Campbellton Tigers aus der North Shore New Brunswick Hockey League in seine Heimatprovinz New Brunswick als Cheftrainer, bevor er zwischen 1974 und 1976 noch einmal zwei Spieljahre für selbige auflief.

## Erfolge und Auszeichnungen
- 1963 Tom-Foley-Memorial-Trophy-Gewinn mit den Kingston Frontenacs
- 1970 Calder-Cup-Gewinn mit den Buffalo Bisons
- 1971 Adams-Cup-Gewinn mit den Omaha Knights
- 1971 CHL Most Valuable Player Award (gemeinsam mit drei weiteren Spielern)

## Karrierestatistik
(Legende zur Spielerstatistik: Sp oder GP = absolvierte Spiele; T oder G = erzielte Tore; V oder A = erzielte Assists; Pkt oder Pts = erzielte Scorerpunkte; SM oder PIM = erhaltene Strafminuten; +/− = Plus/Minus-Bilanz; PP = erzielte Überzahltore; SH = erzielte Unterzahltore; GW = erzielte Siegtore; 1 Play-downs/Relegation; Kursiv: Statistik nicht vollständig)